# Gharqad
De gharqad (Arabisch: غرقد) is een boom die in een aantal hadith over de islamitische eindtijd wordt genoemd. Het is niet bekend welke boom met gharqad bedoeld wordt.
De hadith zijn afkomstig van Aboe Hoeraira, een van de metgezellen van Mohammed. De hadith luiden als volgt.
Aboe Hoeraira meldde dat Mohammed zei: "Het laatste uur zal niet aanbreken totdat de moslims de joden zullen bevechten en de moslims  hen zullen doden, totdat de joden zich achter rotsen en bomen zullen verschuilen, en een rots of boom zal zeggen: 'O moslim, o dienaar van Allah, achter mij zit een jood, kom hier en dood hem'. Maar de gharqad boom zal niets zeggen want het is de boom van de joden."
Deze hadith wordt geciteerd in het handvest van Hamas uit 1988.